# Manfredo V di Saluzzo
(Silvio Pellico, La presa di Saluzzo)
Manfredo V del Vasto (Saluzzo, ? – 1392) è stato un nobile e militare italiano, usurpatore del marchesato di Saluzzo e primo signore di Cardè.

## Biografia
Manfredo era il primo figlio di Manfredo IV di Saluzzo avuto dalla sua seconda moglie Isabella Doria. L'influenza della madre riuscì a far nominare Manfredo legittimo successore del padre, scatenando dal 1330 una violenta guerra civile con il fratello Federico I di Saluzzo.
Dopo l'intercessione del cugino di Federico, Amedeo VI di Savoia, il 29 luglio 1332 Manfredo V fu costretto a cedere il trono. Manfredo V sposò anch'egli in seguito un'erede della Casa Savoia, Eleonora di Savoia.
Però, in seguito alla morte di Federico nel 1336, Manfredo V vide nuovamente aprirsi la prospettiva del potere. Radunato un esercito composto in prevalenza da angioini, mosse guerra al giovane nipote Tommaso, assediando tra il 7 e il 14 aprile anche la capitale Saluzzo, che si arrese per scelta popolare.
Quando entrò nella città Manfredo ordinò il saccheggio: Saluzzo fu data alle fiamme e il castello occupato e, in seguito, distrutto. Tommaso II venne incarcerato e rilasciato solo un anno dopo.
In seguito però, all'indebolirsi del potere di Roberto I di Napoli, il suo protettore, Manfredo V si vide costretto a cedere il trono al nipote nel 1342.

## Ascendenza
|                        |   |                    | Genitori               |  |  | Nonni |  |  | Bisnonni                |  |  | Trisnonni            |  |
|                        |   |                    |                        |  |  |       |  |  | Manfredo III di Saluzzo |  |  | Bonifacio di Saluzzo |  |
|                        |   |                    |                        |  |  |       |  |  | Manfredo III di Saluzzo |  |  | Bonifacio di Saluzzo |  |
|                        |   | Maria di Torres    |                        |  |  |       |  |  | Manfredo III di Saluzzo |  |  |                      |  |
| Tommaso I di Saluzzo   |   |                    |                        |  |  |       |  |  | Manfredo III di Saluzzo |  |  |                      |  |
|                        |   | Beatrice di Savoia | Amedeo IV di Savoia    |  |  |       |  |  |                         |  |  |                      |  |
|                        |   | Beatrice di Savoia | Amedeo IV di Savoia    |  |  |       |  |  |                         |  |  |                      |  |
|                        |   | Beatrice di Savoia | Margherita di Borgogna |  |  |       |  |  |                         |  |  |                      |  |
| Manfredo IV di Saluzzo |   | Beatrice di Savoia |                        |  |  |       |  |  |                         |  |  |                      |  |
|                        |   | Giorgio di Ceva    | …                      |  |  |       |  |  |                         |  |  |                      |  |
|                        |   | Giorgio di Ceva    | …                      |  |  |       |  |  |                         |  |  |                      |  |
|                        |   | Giorgio di Ceva    | …                      |  |  |       |  |  |                         |  |  |                      |  |
| Luisa di Ceva          |   | Giorgio di Ceva    |                        |  |  |       |  |  |                         |  |  |                      |  |
|                        |   | …                  | …                      |  |  |       |  |  |                         |  |  |                      |  |
|                        |   | …                  | …                      |  |  |       |  |  |                         |  |  |                      |  |
|                        |   | …                  | …                      |  |  |       |  |  |                         |  |  |                      |  |
| Manfredo V di Saluzzo  |   | …                  |                        |  |  |       |  |  |                         |  |  |                      |  |
|                        | … | …                  |                        |  |  |       |  |  |                         |  |  |                      |  |
|                        | … | …                  |                        |  |  |       |  |  |                         |  |  |                      |  |
|                        | … | …                  |                        |  |  |       |  |  |                         |  |  |                      |  |
| Bernabò Doria          | … |                    |                        |  |  |       |  |  |                         |  |  |                      |  |
|                        |   | …                  | …                      |  |  |       |  |  |                         |  |  |                      |  |
|                        |   | …                  | …                      |  |  |       |  |  |                         |  |  |                      |  |
|                        |   | …                  | …                      |  |  |       |  |  |                         |  |  |                      |  |
| Isabella Doria         |   | …                  |                        |  |  |       |  |  |                         |  |  |                      |  |
|                        |   | …                  | …                      |  |  |       |  |  |                         |  |  |                      |  |
|                        |   | …                  | …                      |  |  |       |  |  |                         |  |  |                      |  |
|                        |   | …                  | …                      |  |  |       |  |  |                         |  |  |                      |  |
| Eleonora Fieschi       |   | …                  |                        |  |  |       |  |  |                         |  |  |                      |  |
|                        |   | …                  | …                      |  |  |       |  |  |                         |  |  |                      |  |
|                        |   | …                  | …                      |  |  |       |  |  |                         |  |  |                      |  |
|                        |   | …                  | …                      |  |  |       |  |  |                         |  |  |                      |  |
|                        |   | …                  |                        |  |  |       |  |  |                         |  |  |                      |  |